# درینکر نیستی
درینکر نیستی (نام علمی: Drinker) نام یک سرده از تیره بلندتاج‌دندانان است.